# 今井梧楼

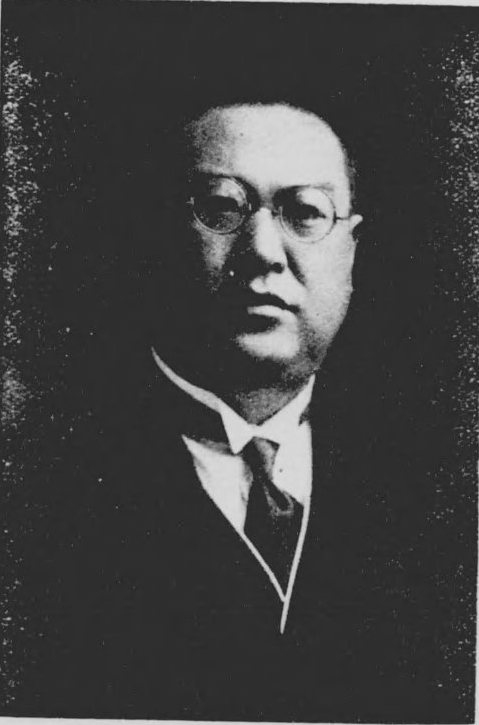
今井 梧楼

今井 梧楼（いまい ごろう、1892年（明治25年）2月11日 - 1944年（昭和19年）12月29日）は、大正から昭和時代前期の政治家。長野県岡谷市長。

## 経歴・人物
長野県諏訪郡平野村（現・岡谷市）の今井千尋の長男として生まれる。今井家は中山道塩尻峠口の本陣を務めた名家。1910年（明治43年）3月、諏訪中学校（現・長野県諏訪清陵高等学校）卒業。
平野村役場勤務を経て、1923年（大正12年）同村助役に就任。1927年（昭和2年）9月より長野県会議員に3期連続で当選する。参事会員などを経て、1934年（昭和9年）平野村長に就任し、諏訪郡町村長会会長を兼任した。翌年の1935年（昭和10年）、諏訪郡農会長に就任し、ついで1936年（昭和11年）5月5日に市制施行とともに岡谷市長に就任した。製糸業の不況期にあって市制施行を推進し、多角的工業化を推進した。1944年（昭和19年）12月29日、在職中に没した。
ほか、長野県治水砂防協会長、岡谷製糸振興会長など県の関係諸団体の要職を歴任した。